# Surmia
Surmia, katalpa (Catalpa Scop.) – rodzaj roślin z rodziny bignoniowatych. Obejmuje w zależności od ujęcia systematycznego od 8 do 13 gatunków. W Chinach występują cztery gatunki, dwa we wschodniej części Stanów Zjednoczonych i cztery na Wielkich Antylach (Kubie i Haiti).
W Polsce uprawiane są głównie trzy gatunki. Należy do nich surmia bignoniowa (Catalpa bignonioides), surmia żółtokwiatowa (Catalpa ovata) i surmia wielkokwiatowa (Catalpa speciosa). Surmia bignoniowa jest najczęściej spotykana, a jej popularność wynika z efektownych, dużych liści i białych kwiatów z żółtymi i fioletowymi plamkami. Surmia żółtokwiatowa wyróżnia się żółtymi kwiatami, a surmia wielkokwiatowa jest najwyższym gatunkiem, dorastającym w Polsce przeciętnie do wysokości 15 metrów.
Surmie uprawiane są jako rośliny ozdobne. Wykorzystywane jest także ich drewno.

## Morfologia

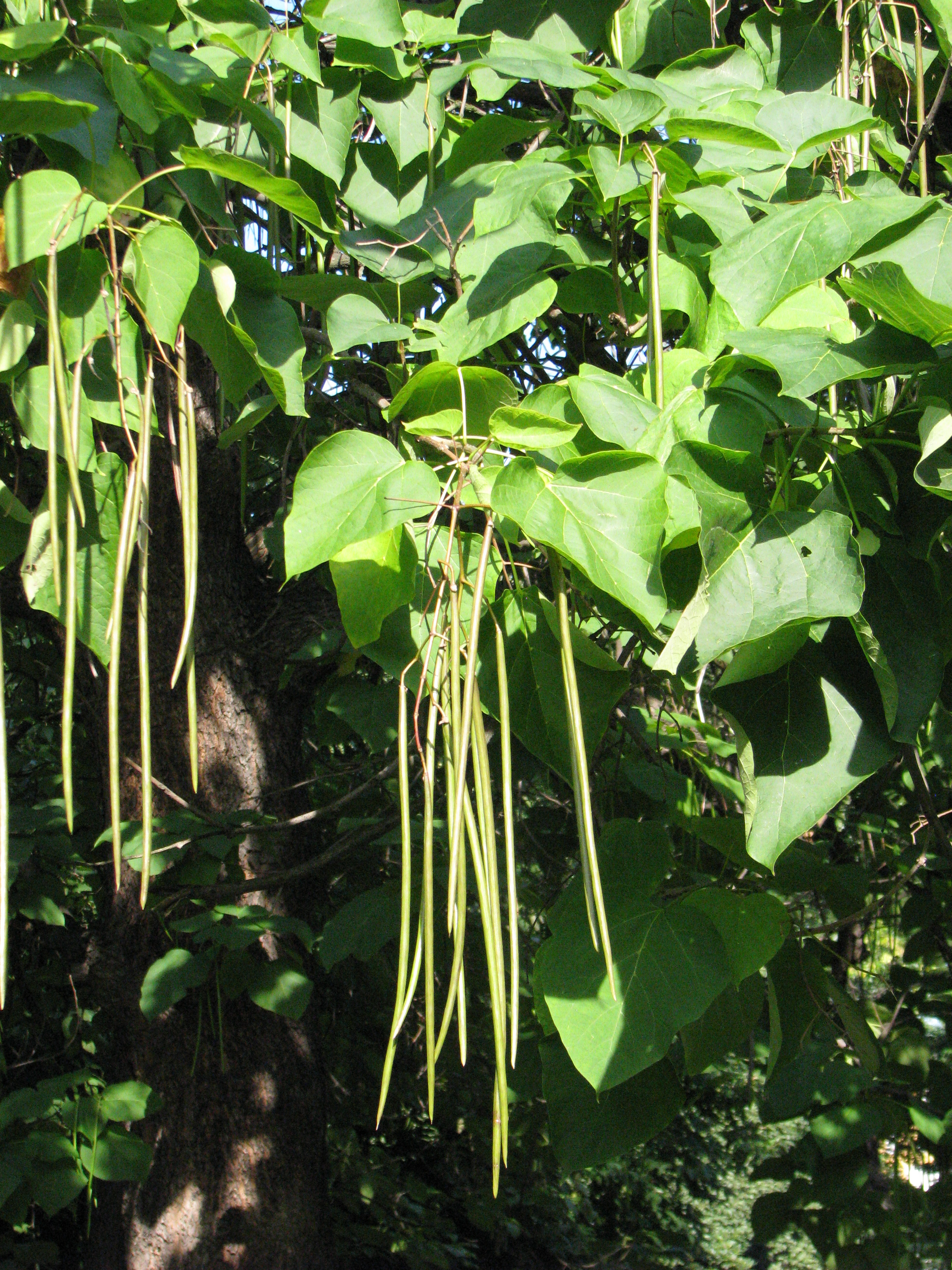
Owoce surmii bignoniowej

PokrójDrzewa zwykle niewielkich rozmiarów, tylko C. speciosa osiąga do 30 m wysokości. Pędy nagie lub pokryte włoskami prostymi, gwiazdkowatymi tylko u C. bungei i nieco lepkimi gruczołkami u C. ovata. Pędy z białym, gąbczastym rdzeniem. Gałęzie łamliwe.
LiścieZrzucane na zimę, nakrzyżległe lub w okółkach po trzy. Pojedyncze, o dużych blaszkach (od 10 do 25 cm długości), jajowate lub sercowate, całobrzegie, rzadziej (u C. ovata) z dwoma ostrymi klapkami. W kątach nerwów od spodu często z ciemnopurpurowymi miodnikami pozakwiatowymi.
KwiatyZebrane w kwiatostany wiechowate i baldachogroniaste na wierzchołkach pędów, osiągające do 35, czasem do 50 cm długości. Kwiaty obupłciowe, grzbieciste. Kielich w pąku kulisty, rozwinięty dwuwargowy lub nieregularnie podzielony na 5 łatek. Korona kwiatu dwuwargowa, z górną wargą podzieloną na dwie łatki i dolną na trzy, z płatkami u nasady zrośniętymi w rurkę. Korona biała lub żółtawa, z ciemnymi plamami i smugami. Pręciki płodne dwa, przyrośnięte do nasady korony, czasem też wykształcone są trzy nitkowate prątniczki. Zalążnia dwukomorowa, z kilkoma zalążkami w każdej z komór.
OwoceBardzo długie, wąskie i walcowate torebki z podłużną przegrodą. Zawierają spłaszczone, zaokrąglone nasiona z pęczkami włosków na końcach.

## Systematyka
Pozycja systematyczna
Należy do plemienia Catalpeae w obrębie rodziny bignoniowatych Bignoniaceae.
Wykaz gatunków
- Catalpa bignonioides Walter – surmia bignoniowa, s. zwyczajna, katalpa bignoniowa
- Catalpa brevipes Urb.
- Catalpa bungei C.A.Mey. – surmia Bungego
- Catalpa × erubescens Carrière – surmia pośrednia, katalpa pośrednia
- Catalpa longissima (Jacq.) Dum.Cours.
- Catalpa macrocarpa (A.Rich.) Ekman ex Urb.
- Catalpa ovata G.Don – surmia żółtokwiatowa, katalpa żółtokwiatowa
- Catalpa purpurea Griseb.
- Catalpa speciosa Teas – surmia wielkokwiatowa, s. okazała, katalpa wielkokwiatowa